# Arthur Schoonderwoerd
Arthur Schoonderwoerd (1966) is een Nederlands pianofortespeler, pianist, klavecimbelspeler en klavichordist.

## Levensloop
Schoonderwoerd begon zijn muziekstudies, meer bepaald piano, aan het Utrechts Conservatorium, bij Herman Uhlhorn en Alexander Warenberg. Hij behaalde er de diploma's onderwijs (1990), concertant (1992) en kamermuziek (1993). Hij studeerde tevens musicologie aan de Universiteit van Utrecht.
In 1992 ging hij bij Jos Van Immerseel aan het Conservatoire national supérieur de musique in Parijs pianoforte studeren. In 1995 behaalde hij een eerste prijs in deze discipline. Hetzelfde jaar kreeg hij de derde prijs in het internationaal pianoforteconcours in het kader van het Musica Antiqua Festival in Brugge. In 1996 werd hij Juventus Laureaat van de Raad van Europa. Tijdens het internationaal concours Van Wassenaer voor ensembles van oude muziek in 1996 kreeg hij de prijs voor de beste individuele prestatie.
Schoonderwoerd bestudeert de interpretatie van klaviermuziek doorheen de 18e en 19e eeuw en tevens het repertoire van vergeten muziek uit die tijd. Hij interesseert zich ook aan de diversiteit van de klavierinstrumenten uit die periode.
Schoonderwoerd treedt regelmatig op als solist in België, Duitsland, Frankrijk, Italië en Nederland. Daarnaast treedt hij vaak op met kamermuziekensembles of met solisten van het Lied. Zo trad of treedt hij op met zangers zoals Johannette Zomer, Hans Jörg Mammel, Sandrine Piau en David Wilson Johnsen, en met instrumentalisten als Eric Hoeprich, Jaap ter Linden, Barthold Kuijken, Wilbert Hazelzet, Miklos Spányi, Graf Mourja, François Leleux, Marie Hallynck en Ronald van Spaendonck. Met zijn eigen ensemble Cristofori verkent hij het repertoire voor klavier en orkest op eigen wijze.
Sinds 2004 doceert hij pianoforte en kamermuziek aan het Conservatorium van Barcelona.

## Discografie
- Muziek voor pianoforte uit de Nederlanden van Carolus Antonius Fodor, Johan Willem Wilms, Henri Messemaecker met Ensemble Cristofori (Alpha 2002)
- Fortepiano music from the Netherlands van Carolus Antonius Fodor (NM classics 2001)
- Mazurkas en valsen van Fréderic Chopin (Alpha 2003)
- Ballades en Nocturnes van Fréderic Chopin (Alpha 2009)
- Kennst Du das Land? - Liederen van Franz Schubert, met Johannette Zomer (sopraan), Arthur Schoonderwoerd (pianoforte naar Anton Walter) (Alpha 2003)
- Lieder (Liederen) van Franz Schubert met Johannette Zomer, Egidius Kwartet, Igor Roukhadze (etcetera 2001)
- Winterreise, van Franz Schubert, met Hans Jörg Mammel (tenor), Arthur Schoonderwoerd (pianoforte Johann Fritz, ca. 1810) (Alpha 2005)
- Schwanengesang van Franz Schubert met Hans Jörg Mammel (tenor), Arthur Schoonderwoerd (Fortepiano Nannette Streicher, Wien 1814) (Alpha 2012)
- Die schöne Müllerin van Franz Schubert met Hans Jörg Mammel (tenor), Arthur Schoonderwoerd (Fortepiano Nannette Streicher, Wien 1814) (Raumklang 2010)
- Concerti 1 en 2 van Ludwig van Beethoven (met Ensemble Cristofori) (Alpha 2010)
- Concerti 3 en 6 van Ludwig van Beethoven (met Ensemble Cristofori) (Alpha 2007)
- Concerti 4 en 5 van Ludwig van Beethoven (met Ensemble Cristofori) (Alpha 2004)
- Auf den Flügeln des Gesangs (Liederen) van Felix Mendelssohn met Hans Jörg Mammel (Carus 2008)
- Une flûte invisible, Musique française à l’aube du XXème siècle, met Sandrine Piau, Hervé Lamy en Gilles de Talhouët (Alpha 2005)
- Krokodil, werk van Dmitri Sjostakovitsj, met Nadja Smirnova, Petr Migunov, Graf Mourja en Marie Hallynck (Alpha 2002)
- La Belle Voyageuse, melodieën van Hector Berlioz, met Jérôme Correas, bariton (Alpha 2001)
- Mozart the Magician, lieder en werk voor pianoforte, met Sophie Karthäuser (sopraan), Monique Simon (alt), Hans Jörg Mammel (tenor) (Q Disc 2005)
- Une Soirée chez les Jacquin, werk van W.A. Mozart, met Gilles Thomé, Sandrine Piau, etc. (Q Disc 2007)
- Lieder en Sonates van Johann Friedrich Reichardt, met Isabelle Poulenard (Extraplatte 2008)
- Va donna ingrata, Italiaanse, Spaanse en Vlaamse muziek uit 16e-17e eeuw, met het Ensemble La Primavera (ZigZag 2004)
- Sonates en menuetten voor pianoforte van Johann Gottfried Eckard (ZigZag 1996)
- Concerti per fortepiano van Georg Wilhelm Gruber met Ensemble Cristofori (PAN 2009)
- Six Quatuors pour le clavecin ou pianoforte, violin, viola e basse obligé van Luigi Boccherini met La Real Camara (Glossa 2011)
- Complete Clavier-Sonaten van W.A. Mozart (EROICA 2012, ACCENT 2013)
- Concerti KV 466 & 467 van W.A. Mozart met Ensemble Cristofori (ACCENT 2012)
- Concerti KV 456 & 459 van W.A. Mozart met Ensemble Cristofori (ACCENT 2013)
- Concerto KV 175 van W. A. Mozart in twee versies (Salzburg/Wien; Arr. Ulrich Blees) met Ensemble Cristofori (ACCENT 2014)
- Concerti KV 238 & 246 van W.A. Mozart met Ensemble Cristofori (ACCENT 2015)
- Concerti KV 491 & 482 van W.A. Mozart met Ensemble Cristofori (ACCENT 2016)
- Octet Op.103; Rondino Woo 25; Quintet Op.16 van Ludwig van Beethoven met Ensemble Il Gardellino (Passacaill 2016)